# Vallby Sörgården
Vallby Sörgården är ett kulturreservat i Vads socken i Skövde kommun.
Vallby ligger i det öppna jordbrukslandskapet på Vadsboslätten. Det omnämns i en jordebok från 1540 som en by med två skattehemman och en frälselägenhet. Åtminstone sedan 1685 har gårdsnamnen Sörgården och Nolgården använts.
Kulturreservatet bildades 2008 för att bevara "ett värdefullt kulturpräglat västgötskt slättlandskap som utgörs av en ovanligt komplett bibehållen bondgård med ett odlingslandskap präglat av 1800-tal och det tidiga 1900-talet". 
Det finns åtta byggnader på Vallby Sörgården, med en tvåvånings manbyggnad från 1826, två ekonomiflyglar, stenkällare, ladugård, fårhus, smedja och en undantagsstuga.
Vallby Sörgården ägdes fram till hennes bortgång 1966 av Tyra Johansson, som bodde på gården under hela sitt liv, efter det att hennes släkt hade haft gården sedan 1700-talet. Under 1900-talet stannade moderniseringen av jordbruket upp. e aktiva bondetid på 1800- och 1900-talen och oxe användes som dragdjur ända till 1962. 
Gården ägs idag av Tidanbygdens hembygdsförening och Wäring–Locketorps hembygdsföreningar och brukas enligt ett sjuårigt cirkulationsjordbruk som under tidigt 1900-tal av Föreningen Vallby Sörgården.
Inom reservatet finns gravfält och andra fornlämningar, bland andra runstenen  (Raä Götlunda 39).